# إنفيموس: فستيفل أوف بلد
إنفيموس: مهرجان الدم «إنفيموس: فستيفل أف بلود» (بالإنجليزية:Infamous 2: Festival of Blood)، هي لعبة إلكترونية من نوع العالم المفتوح والإثارة والمغامرات، أنتجت سنة 2011 من قبل سكر بنش برودكشنز الأمريكية، ولكن هذه الإصدار تختلف عن الإصدارات السابقة، بحيث يتحول البطل إنفيموس إلى مصاص الدم ويهاجم الوحوش المعتدية والبشر للحصول على الطاقة.

## وصلات خارجية
- إنفيموس: فستيفل أوف بلد على موقع IMDb (الإنجليزية)

- Infamous 2: Festival of Blood at PlayStation.com